# (29555) MACEK
(29555) MACEK (1998 DP) – planetoida z pasa głównego asteroid okrążająca Słońce w ciągu 5,63 lat w średniej odległości 3,16 j.a. Odkryta 18 lutego 1998 roku.